# Championnat d'Algérie de football de deuxième division 2017-2018
Navigation
Ligue 2
2016-2017 Ligue 2
2018-2019
La saison 2017-2018 de Ligue 2 est la cinquante-cinquième édition du Championnat d'Algérie de football D2. Deuxième niveau du football algérien, le championnat oppose seize clubs en une série de trente rencontres jouées durant la saison de football.

## Équipes participantes
Légende des couleurs
- Relégué de Ligue 1 2016-2017
- Promu de DNA 2016-2017

| Club                  | En L2 depuis | Classement 2016-2017 | Stade                          | Capacité |
| --------------------- | ------------ | -------------------- | ------------------------------ | -------- |
| RC Relizane           | 2017         | 14 (L1)              | Stade Tahar-Zoughari           | 30 000   |
| CA Batna              | 2017         | 15 (L1)              | Stade 1er novembre 1954        | 20 000   |
| MO Béjaïa             | 2017         | 16 (L1)              | Stade de l'Unité Maghrébine    | 17 500   |
| JSM Béjaïa            | 2014         | 4                    | Stade de l'Unité Maghrébine    | 17 500   |
| JSM Skikda            | 2015         | 5                    | Stade du 20-Août-1955          | 30 000   |
| A Bou Saâda           | 2013         | 6                    | Stade Mokhtar-Abdellatif       | 12 000   |
| ASO Chlef             | 2015         | 7                    | Stade Mohamed-Boumezrag        | 20 000   |
| MC Saïda              | 2012         | 8                    | Stade du 13-Avril-1958         | 30 000   |
| MC El Eulma           | 2015         | 9                    | Stade Messaoud-Zougar          | 25 000   |
| ASM Oran              | 2016         | 10                   | Stade Habib-Bouakeul           | 15 000   |
| CA Bordj Bou Arreridj | 2014         | 11                   | Stade du 20-Août-1955          | 30 000   |
| CRB Aïn Fakroun       | 2014         | 12                   | Stade Allag Abderrahmane       | 10 000   |
| GC Mascara            | 2016         | 13                   | Stade de l'Unité Africaine     | 23 000   |
| RC Kouba              | 2017         | 1 (DNA Centre)       | Stade Mohamed-Benhaddad        | 10 000   |
| AS Aïn M'lila         | 2017         | 1 (DNA Est)          | Stade des frères Demane-Debbih | 7 000    |
| WA Tlemcen            | 2017         | 1 (DNA Ouest)        | Complexe sportif Akid Lotfi    | 25 000   |

## Compétition

### Classement
Le classement est calculé avec le barème de points suivant : une victoire vaut trois points, le match nul un. La défaite ne rapporte aucun point. Critères de départage :
1. plus grand nombre de points ;
2. plus grande différence de buts particulière ;
3. plus grande différence de buts générale de la phase aller puis au retour ;
4. plus grand nombre de buts marqués ;
5. meilleure place au Challenge du fair-play (1 point par joueur averti, 3 points par joueur exclu)

Source : Classement officiel sur le site de la LFP.
| Rang | Équipe                | Pts | J  | G  | N  | P  | Bp | Bc | Diff |
| ---- | --------------------- | --- | -- | -- | -- | -- | -- | -- | ---- |
| 1    | MO Béjaïa R           | 60  | 30 | 17 | 9  | 4  | 39 | 17 | +22  |
| 2    | AS Aïn M'lila P       | 54  | 30 | 16 | 5  | 9  | 44 | 34 | +10  |
| 3    | CA Bordj Bou Arreridj | 53  | 30 | 16 | 5  | 9  | 40 | 27 | +13  |
| 4    | JSM Béjaïa            | 53  | 30 | 16 | 5  | 9  | 39 | 30 | +9   |
| 5    | ASO Chlef             | 46  | 30 | 11 | 13 | 6  | 30 | 22 | +8   |
| 6    | JSM Skikda -1         | 41  | 30 | 13 | 3  | 14 | 31 | 33 | -2   |
| 7    | ASM Oran              | 41  | 30 | 11 | 8  | 11 | 31 | 34 | -3   |
| 8    | MC Saïda              | 40  | 30 | 11 | 7  | 12 | 23 | 28 | -5   |
| 9    | RC Relizane R         | 39  | 30 | 10 | 9  | 11 | 30 | 33 | -3   |
| 10   | A Bou-Saâda           | 38  | 30 | 10 | 8  | 12 | 26 | 31 | -5   |
| 11   | RC Kouba P            | 38  | 30 | 11 | 5  | 14 | 31 | 38 | -7   |
| 12   | WA Tlemcen P          | 37  | 30 | 10 | 7  | 13 | 26 | 27 | -1   |
| 13   | MC El Eulma           | 37  | 30 | 10 | 7  | 13 | 33 | 38 | -5   |
| 14   | GC Mascara            | 34  | 30 | 9  | 7  | 14 | 32 | 37 | -5   |
| 15   | CA Batna R            | 31  | 30 | 8  | 7  | 15 | 27 | 35 | -8   |
| 16   | CRB Aïn Fakroun       | 23  | 30 | 6  | 5  | 19 | 27 | 45 | -18  |

Promotions et relégations
- Montée en Ligue 1 2018-2019
- Maintenue en Ligue 2 2018-2019
- Relégation en DNA D3 2018-2019

Abréviations
R : Relégué de Ligue 1 2016-2017

P : Promus de DNA D3 2016-2017

### Calendrier
Calendrier publié le 13 juillet 2017

### Résultats

#### Récapitulatif
Le tableau suivant récapitule les résultats « aller » et « retour » du championnat (mise-à-jour après la 30e journée) :
| Résultats (▼dom., ►ext.)                                   | ABS | ASAM | ASMO | ASO | CAB | CABBA | CRBAF | GCM | JSMB | JSMS | MCEE | MCS | MOB | RCK | RCR | WAT  |
| A Bou-Saâda                                                |     | 2-3  | 0-0  | 2-0 | 3-1 | 2-0   | 1-0   | 0-0 | 1-1  | 0-1  | 0-0  | 2-0 | 1-0 | 4-1 | 0-0 | 1-2  |
| AS Aïn M'lila                                              | 5-1 |      | 2-1  | 2-2 | 2-0 | 2-0   | 3-2   | 0-1 | 1-0  | 1-0  | 1-2  | 1-0 | 1-0 | 2-0 | 2-0 | 0-3* |
| ASM Oran                                                   | 0-0 | 1-4  |      | 1-1 | 1-0 | 1-0   | 2-1   | 0-1 | 1-1  | 5-1  | 2-1  | 3-0 | 1-0 | 1-0 | 2-1 | 1-1  |
| ASO Chlef                                                  | 0-0 | 1-0  | 2-0  |     | 2-1 | 0-0   | 1-0   | 2-0 | 1-2  | 0-0  | 2-1  | 1-0 | 1-1 | 2-1 | 0-1 | 2-0  |
| CA Batna                                                   | 0-1 | 2-2  | 1-0  | 1-1 |     | 0-1   | 2-1   | 2-0 | 3-0  | 2-1  | 4-2  | 1-1 | 0-0 | 1-0 | 2-3 | 1-0  |
| CA Bordj Bou Arreridj                                      | 1-0 | 2-0  | 2-0  | 1-0 | 0-0 |       | 2-1   | 2-0 | 2-0  | 2-0  | 2-0  | 4-0 | 1-2 | 1-0 | 3-2 | 2-1  |
| CRB Aïn Fakroun                                            | 3-0 | 1-2  | 2-0  | 0-2 | 2-1 | 0-1** |       | 1-1 | 1-0  | 2-0  | 2-2  | 0-0 | 2-2 | 1-1 | 1-0 | 0-1  |
| GC Mascara                                                 | 1-2 | 3-2  | 0-0  | 2-2 | 0-0 | 1-1   | 3-1   |     | 2-1  | 1-2  | 3-0  | 0-2 | 1-2 | 3-1 | 0-0 | 2-0  |
| JSM Béjaïa                                                 | 3-0 | 2-0  | 3-1  | 1-1 | 3-2 | 1-2   | 2-0   | 1-0 |      | 2-1  | 3-0  | 2-0 | 0-2 | 2-0 | 1-0 | 1-0  |
| JSM Skikda                                                 | 1-0 | 2-0  | 1-2  | 0-0 | 1-0 | 2-1   | 4-0   | 2-1 | 0-1  |      | 1-0  | 1-0 | 1-4 | 1-2 | 2-0 | 1-0  |
| MC El Eulma                                                | 2-0 | 0-1  | 4-1  | 1-0 | 1-0 | 2-2   | 1-0   | 2-1 | 4-1  | 2-1  |      | 2-1 | 0-1 | 1-1 | 1-1 | 0-0  |
| MC Saïda                                                   | 2-0 | 2-0  | 1-2  | 1-1 | 2-0 | 2-1   | 1-0   | 2-0 | 0-1  | 1-0  | 0-0  |     | 0-0 | 2-0 | 1-0 | 1-0  |
| MO Béjaïa                                                  | 1-0 | 2-0  | 0-0  | 3-1 | 1-0 | 0-0   | 3-1   | 4-2 | 2-0  | 1-0  | 1-0  | 0-0 |     | 1-0 | 2-2 | 3-1  |
| RC Kouba                                                   | 2-1 | 2-2  | 2-1  | 0-2 | 2-0 | 2-1   | 1-0   | 2-1 | 0-1  | 1-1  | 2-1  | 3-0 | 0-1 |     | 2-1 | 2-1  |
| RC Relizane                                                | 1-1 | 0-2  | 1-0  | 0-0 | 2-0 | 1-0   | 3-2   | 0-2 | 3-3  | 2-1  | 3-1  | 0-0 | 0-0 | 1-0 |     | 1-0  |
| WA Tlemcen                                                 | 0-1 | 0-1  | 1-1  | 0-0 | 0-0 | 5-1   | 1-0   | 1-0 | 0-0  | 0-2  | 1-0  | 3-1 | 1-0 | 1-1 | 2-1 |      |
| - Victoire à domicile - Match nul - Victoire à l'extérieur |     |      |      |     |     |       |       |     |      |      |      |     |     |     |     |      |

- : Match perdu par pénalité pour l'ASAM, par décision de la commission de discipline à la suite de la participation d'un joueur suspendu (match terminé initialement 1-1).
  -  : Match arrêté à la 77e minutes sur le score de 0-1.

## Statistiques

### Leader par journée
La frise suivante montre l'évolution des équipes ayant successivement occupé la première place :

### Lanterne rouge par journée
La frise suivante montre l'évolution des équipes ayant successivement occupé la dernière place :

### Buts marqués par journée
Ce graphique représente le nombre de buts marqués lors de chaque journée.
La phase allée a vu l'inscription d'un total de 238 buts, soit 15,86 buts par journée.
Pour la phase retour, un total de 245 buts est inscrit, soit une moyenne de 16,33 buts par journée.

Le total des buts inscrits durant toute la saison est de 482 buts, soit une moyenne de 16,06 buts par journée.

### Bilan de la saison
Mise à jour : 30e journée
- Meilleure attaque : AS Aïn M'lila (44 buts)
- Meilleure défense : MO Béjaïa (17 buts)
- Premier but de la saison :  Benchaïra   9e pour la JSM Béjaia contre le RC Relizane (3 - 3), le 25 août 2017.
- Dernier but de la saison :  Khelous   90e pour le CRB Aïn Fakroun contre le RC Relizane (3 - 2), le 15 mai 2018.
- Premier penalty :  Baouche   16e (pen.) pour l'ASO Chlef contre le GC Mascara (2 - 2), le 25 août 2017.
- Premier doublé :  Benchaïra   9e   91e pour la JSM Béjaia contre le RC Relizane (3 - 3), le 25 août 2017.
- Premier triplé :  El Habiri   43e   74e et   87e (pen.) pour le WA Tlemcen contre le CA Bordj Bou Arreridj (5 - 1), le 6 avril 2018.
- Deuxième triplé :  Mahious   66e   76e   85e pour le CA Batna contre le MC El Eulma (4 - 2), le 11 mai 2018.
- Troisième et dernier triplé :  Belkacemi   57e   66e   68e pour le MO Béjaïa contre le JSM Skikda (1 - 4), le 11 mai 2018.
- Premier quadruplé : Aucun joueur
- But le plus rapide d'une rencontre :  Dif   1re pour le CA Batna contre la JSM Béjaia (3 - 0), le 13 octobre 2017 et Dif   2e contre le RC Relizane (2 - 3), le 22 septembre 2017.
- Plus grand nombre de buts dans une rencontre :
- Plus large victoire à domicile : 
  - AS Aïn Mlila contre l'A Bou Saada (5 - 1), le 1er décembre 2017.
  - WA Tlemcen contre le CA Bordj Bou Arreridj (5 - 1), le 6 avril 2018.
  - ASM Oran contre la JSM Skikda (5 - 1), le 5 mai 2018.
- Plus large victoire à l'extérieur :  
  - ASM Oran contre l'AS Aïn Mlila (1 - 4), le 7 novembre 2017.
  - JSM Skikda contre le MO Béjaïa (1 - 4), le 11 mai 2018.
- Journée de championnat la plus riche en buts : 6e Journée (25 buts).
- Journée de championnat la plus pauvre en buts : 15e Journée (8 buts).
- Plus grande série de victoires : 6 matchs pour la JSM Bejaïa entre la 18e et la 23e journée.
- Plus grand nombre de spectateurs dans une rencontre : 30 000 spectateurs lors de JSM Skikda - JSM Bejaïa le 9 mars 2018
- Champion d'automne : AS Aïn Mlila.
- Champion : MO Béjaïa

## Meilleurs buteurs
| # | Buteur               | Club          | Buts | Pén. |
| - | -------------------- | ------------- | ---- | ---- |
| 1 | Ismail Belkacemi     | MO Béjaïa     | 15   | 2    |
| 2 | Salih Sahbi          | AS Ain M'lila | 13   | 1    |
| 3 | Youcef Laouafi       | MC El Eulma   | 12   | 1    |
| 2 | Abdelwahid Belgherbi | JSM Béjaia    | 13   | 1    |
| 5 | Hocine Metref        | RC Kouba      | 11   | 2    |
| 6 | Aymen Mahious        | CA Batna      | 10   | 1    |
| 7 | Hicham Mokhtar       | JSM Skikda    | 10   | 4    |

Source: kooora.com
Buteurs par équipe
| Club                                    | Buteurs (buts) |
| --------------------------------------- | --- |
| A Bou-Saâda (26 buts)/joueurs           | |
| ASM Oran (31 buts)/joueurs              | |
| AS Aïn M'lila (44 buts)/joueurs         | Salih Sahbi (13), |
| ASO Chlef (30 buts)/joueurs             | |
| CA Bordj Bou Arreridj (40 buts)/joueurs | |
| CA Batna (27 buts)/joueurs              | Mahious (10) |
| CRB Aïn Fakroun (27 buts)/joueurs       | |
| GC Mascara (32 buts)/joueurs            | Hameri (8), Siam (4), Khaloufi (3), Kassem (3),Baghdous (2), El-Hendi (2), Saih (2), Hamiani (2), Belhadja (2), Daiakh (1), Bouflih (1),*** adversaires buts c.s.c (2) |
| JSM Béjaïa (39 buts)/joueurs            | Belgherbi (13) |
| JSM Skikda (31 buts)/joueurs            | Hicham Mokhtar (10) |
| MC Saïda (23 buts)/joueurs              | |
| MC El Eulma (33 buts)/joueurs           | Laouafi (12) |
| MO Béjaïa (39 buts)/joueurs             | Belkacemi (15), |
| RC Relizane (30 buts)/joueurs           | |
| RC Kouba (31 buts)/joueurs              | Metref (11) |
| WA Tlemcen (26 buts)/joueurs            | |